# Corte Culebra
El Corte Culebra es un valle excavado artificialmente  en Panamá en la sierra Culebra. Este corte o trinchera forma parte del canal de Panamá, y une el lago Gatún (y por lo tanto, el océano Atlántico), con el golfo de Panamá (el océano Pacífico). Este corte posee una longitud de 12,6 km desde las esclusas de Pedro Miguel, en el lado Pacífico, hasta el costado del río Chagres en las esclusas de Gatún. El agua en el corte Culebra está  a un nivel de 26 metros sobre el nivel del mar. 
La construcción del corte fue una de las grandes obras de ingeniería de su tiempo, el inmenso esfuerzo necesario para su realización se justifica por la gran importancia del canal para la navegación y también los intereses estratégicos de los Estados Unidos.

## Construcción

### Etapa francesa
Como se describe en la Historia del Canal de Panamá, la excavación del Corte Culebra la inició una compañía francesa, dirigida por Ferdinand de Lesseps, que trataba de construir un canal a nivel del mar entre los dos océanos con una profundidad de 22 metros. 
La excavación en Culebra comenzó el 22 de enero de 1882. Una combinación de enfermedades, subestimación de la magnitud de la obra, y dificultades financieras llevaron al colapso de los esfuerzos franceses, y los derechos acabaron siendo comprados por los Estados Unidos en 1904. De todas maneras, los franceses habían excavado unos 14 256 000 m³ (18 646 000 yardas cúbicas) de material del corte, y había bajado la cumbre de 64 metros por encima del nivel del mar a 59 metros, en una trinchera relativamente estrecha.

### Etapa estadounidense

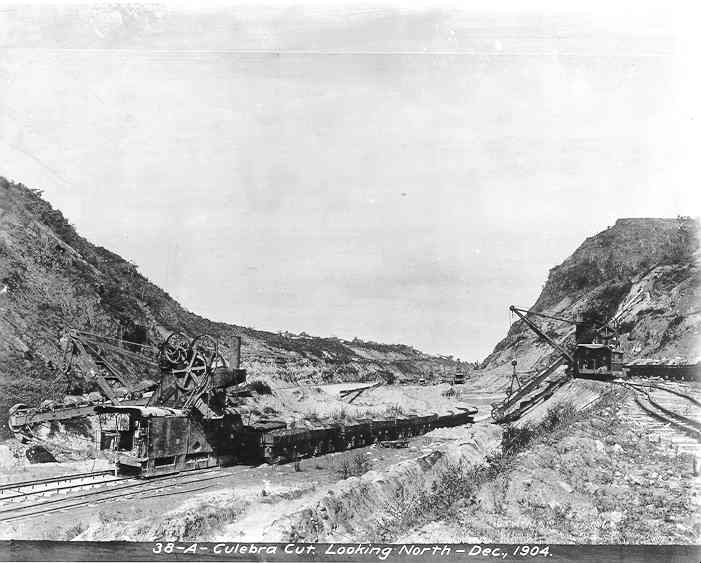
El Corte Culebra en diciembre de 1904.

Estados Unidos se hizo cargo de las obras el 4 de mayo de 1904. Bajo la dirección de John F. Stevens, y más tarde de George Washington Goethals, el esfuerzo estadounidense se enfocó en trabajar en un corte más amplio pero menos profundo, (parte de un nuevo plan para el canal que incluía el uso de esclusas), con un fondo de 91 metros, lo que requería la creación de un valle a 540 metros de ancho en la parte superior. Grandes cantidades de nuevos equipos fueron importados para este fin, y un sistema de ferrocarriles fue construido para la eliminación de la enorme cantidad de materiales remocionados. 
El comandante David du Bose Gaillard, del Cuerpo de Ingenieros del Ejército de los EE. UU., se unió al proyecto al mismo tiempo que Goethals, y fue puesto a cargo de la zona central del canal, el cual era responsable de todo entre las esclusas de Gatún y las esclusas de Pedro Miguel y en particular del Corte Culebra. Gaillard aportó dedicación, tranquilidad y una dirección clara a una difícil y compleja tarea.
La magnitud de la obra era enorme. Cientos de taladros hacían los agujeros en donde se introducían toneladas de dinamita, con las que se fracturaban las rocas  para que pudiese ser excavado el material con palas mecánicas. Decenas de trenes tomaban el material retirado por las palas y lo llevaban a los vertederos, a unos 19 km de distancia. En un día normal, 160 trenes cargados llevaban el material a un corte a 14 km. Esto requería de gran coordinación, en las horas más concurridas, existía un tren que salía y otro que entraba prácticamente a cada momento. 
Seis mil hombres trabajaron en el corte, perforando, colocando explosivos, manejando las palas y trenes con los desechos, y desplazando de las pistas a medida que el trabajo avanzaba. Dos veces por día de trabajo se detenía el trabajo por las explosiones, luego, las palas se movilizaban para botar la tierra. Más de 600 agujeros se explotaban al día. En total, se utilizaron 27 000 toneladas de dinamita. A veces, en un solo disparo se llegaron a utilizar 23 600 kg de dinamita.

## Deslizamientos de tierra

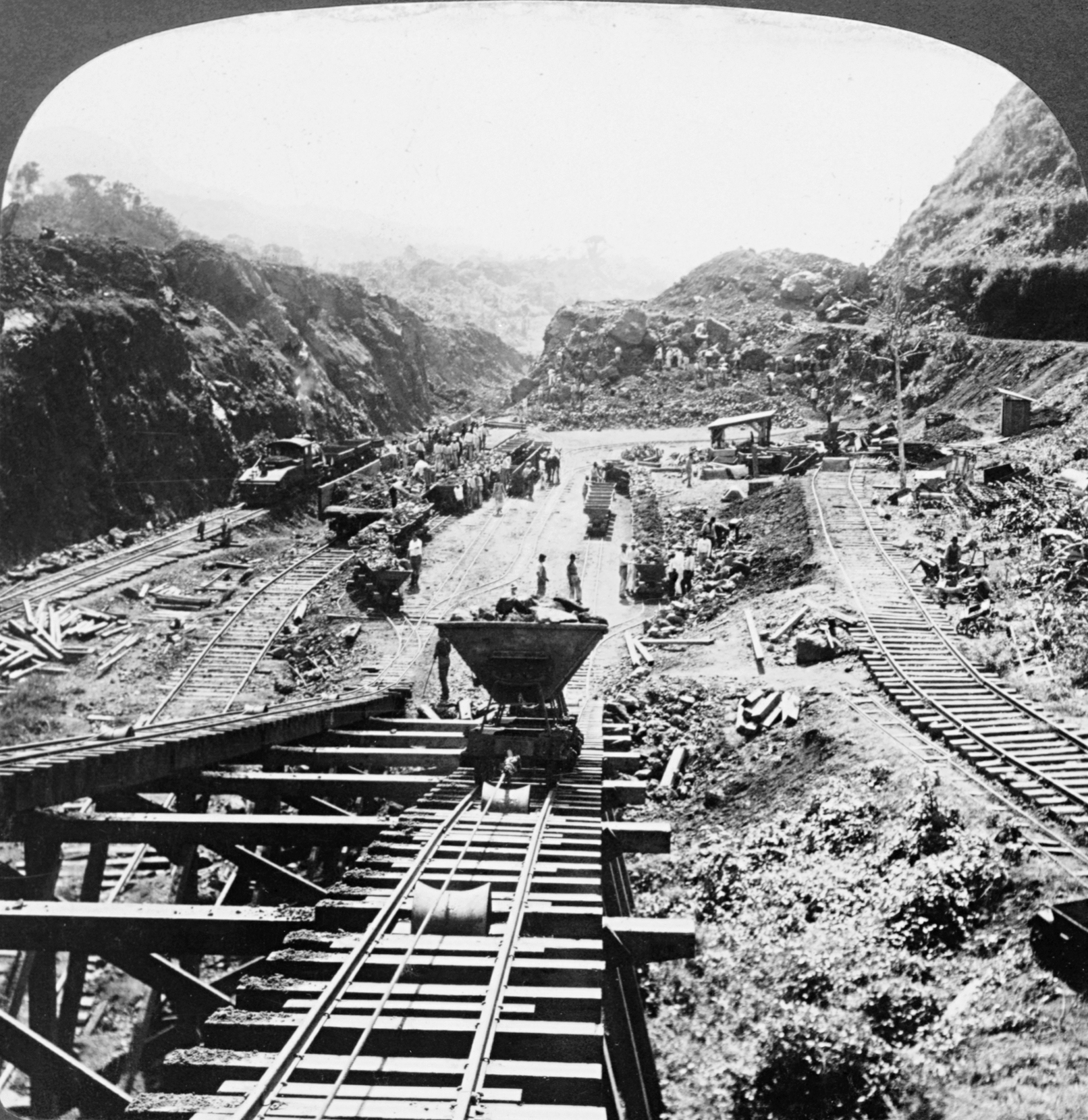
Proceso de construcción, en 1907.

La excavación de la trinchera, el corte, fue una de las mayores áreas de incertidumbre en la creación del canal, debido a los grandes deslizamientos de tierra. La Junta Internacional de Consultores de Ingeniería indicó en forma errónea que los taludes serían estables a una altura de 73,5 metros con una pendiente de 1 en 1,5; en la práctica, la roca comenzó a derrumbarse desde esa pendiente a una altura de sólo 19,5 metros. El error de juicio fue, en parte debido a la oxidación imprevista de los estratos subyacentes de hierro debido a la infiltración de agua, lo que provocaba el debilitamiento y, finalmente, el colapso de los estratos. 

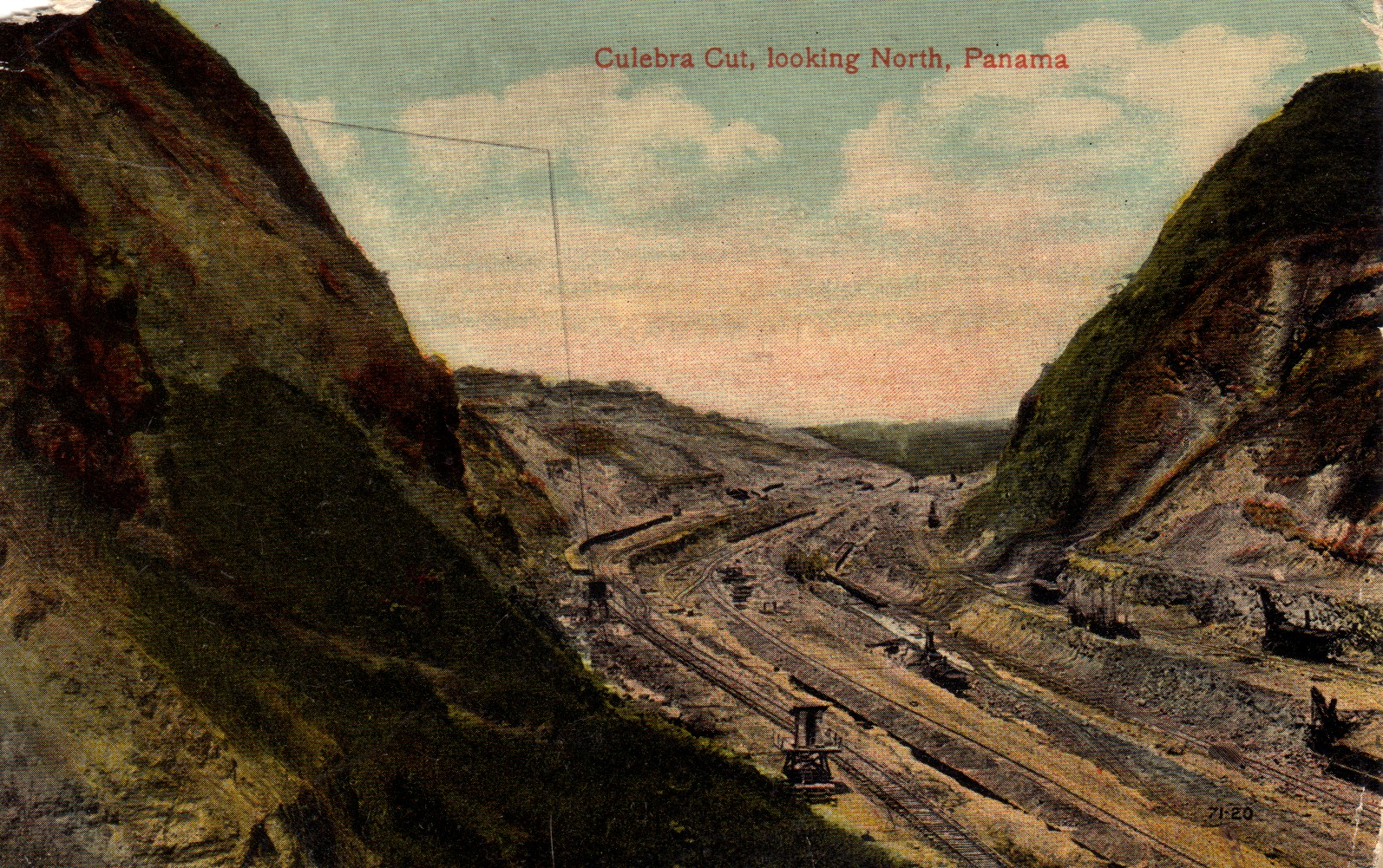
Corte Culebra mirando al norte.

El primer y el más grande deslizamiento de tierra se produjo en 1907 en Cucaracha. La primera grieta se observó por primera vez el 4 de octubre de 1907, seguido por la remoción en masa de alrededor de 382 000 m³ de arcilla. Este deslizamiento hizo que muchas personas pensaran que la construcción del Canal de Panamá sería imposible. Gaillard describe los deslizamientos como glaciares tropicales, hechos de lodo en lugar de hielo. El lodo era demasiado blando para ser excavado por las palas mecánicas y finalmente fue retirado mediante arrastre con agua arrojada desde un nivel más alto. 
Después de esto, se decidió remover el sedimento en los niveles superiores del corte, lo que resultó en un menor peso en los estratos más débiles. Los deslizamientos todavía causaron problemas menores problemas después de esto.

## Terminación
Las palas mecánicas llegaron al Corte Culebra en mayo de 1913. Los americanos redujeron la cima del corte de 59 metros a 12 metros sobre el nivel del mar,[cita requerida] al mismo tiempo ampliándolo considerablemente, y excavaron más de 76 millones de m³ de material. Unos 23 000 000 m³ de este material era adicional a la excavación prevista, después de haber sido llevado al corte por los deslizamientos de tierra. 
Gaillard murió de un tumor cerebral en Baltimore el 5 de diciembre de 1913 después de ser ascendido a coronel un mes antes, y por lo tanto nunca vio la apertura del canal en 1914. El Corte Culebra, como se llamaba originalmente, fue rebautizado con el nombre de Corte Gaillard en su honor el 27 de abril de 1915. no obstante, el nombre original prevalece hasta nuestros días.